# 阿莱西娅·毛雷利
阿莱西娅·毛雷利（義大利語：Alessia Maurelli，1996年8月22日—），意大利女子体操运动员。她曾代表意大利参加2016年和2020年夏季奥林匹克运动会体操比赛，其中2020年奥运会获得一枚铜牌。